# Терноватое (Пятихатский район)
Терноватое (укр. Тернувате) — село,
Саевский сельский совет,
Пятихатский район,
Днепропетровская область,
Украина.
Код КОАТУУ — 1224586003. Население по переписи 2001 года составляло 120 человек .

## Географическое положение
Село Терноватое находится на берегу реки Саксагань,
выше по течению примыкает село Долинское,
ниже по течению на расстоянии в 0,5 км расположено село Саевка.
Рядом проходят автомобильные дороги М-04 (E 50) и Т-0415.